# Zonitis mitshkei
Zonitis mitshkei es una especie de coleóptero de la familia Meloidae.

## Distribución geográfica
Habita en las islas Nias (Indonesia).